# Anfiteatro romano de Porcuna
El anfiteatro romano de Porcuna es una estructura de la Antigua Roma ubicada en el municipio español de Porcuna, provincia de Jaén, Andalucía. Datado en el siglo I a. C., el anfiteatro ha permanecido oculto durante casi dos milenios, albergó entre 15.000 y 17.000 personas, lo que lo convierte en uno de los anfiteatros romanos más grandes de Hispania, similares a los de Mérida y Tarragona.

## Recuperación
En 2002 se conoció que existía una gran estructura bajo el barrio del Hoyo Mendo, aunque no se supo que se trataba del anfiteatro romano de Obulco hasta 2014, durante unas obras de ajardinamiento. Finalmente, en 2022 se procedió a las primeras excavaciones con un presupuesto de más de 3 millones de euros de la Iniciativa Territorial Integrada (ITI) de Jaén, gestionado por la Junta de Andalucía, y la dirección del arquitecto Pablo Millán. En la prospección participaron más de doscientas personas y se excavó un 30 % del edificio antiguo, ya que el restante se encuentra bajo una urbanización de viviendas.
Después de varias complicaciones a los vecinos y dos derrumbes, se espera que se abra al público en verano de 2025.